# Albert Camesina

Albert Camesina, Radierung von Franz Xaver Stöber nach Josef Danhauser, 1834

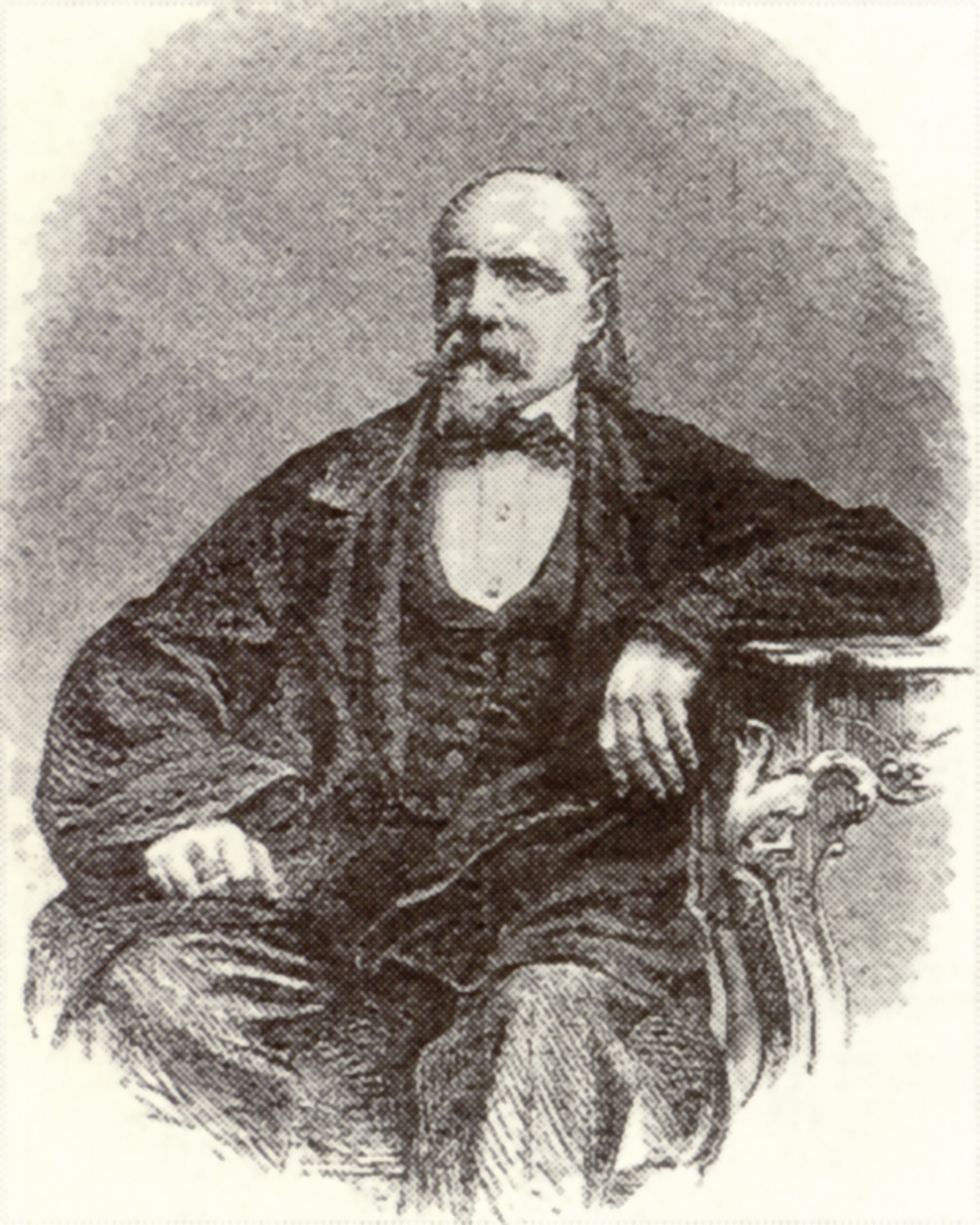
Albert Camesina auf einer Lithografie

Albert von Camesina (* 13. Mai 1806 in Wien; † 16. Juni 1881 ebenda) war ein österreichischer Grafiker und Altertumsforscher.

## Leben
Albert Joseph Erwin Camesina gehörte einer angesehenen Wiener Familie an. Sein Urgroßvater, Alberto Camesina stammte aus San Vittore und ließ sich zum Anfang des 18. Jahrhunderts in Wien als Kunststuckateur nieder (Prinz Eugen übertrug ihm die Stuck-Arbeiten in den Sälen des Oberen Belvedere). Sein Großvater war ein bekannter Wiener Rechtsgelehrter, sein Vater Kunst- und Buchhändler.
Von 1817 bis 1823 besuchte Camesina das Gymnasium. Schon während dieser Zeit entwickelte er großes Interesse an der bildenden Kunst, dass er Unterricht im Zeichnen an der Akademie der bildenden Künste Wien nahm und diesen bis 1828 fortsetzte, um sich zum Maler ausbilden zu lassen. Allerdings beschäftigte er sich nebenbei mit den graphischen Künsten, die ihm auch mehr zusagten. Daher arbeitete er dann mit Blasius Höfel an der Vervollkommnung des Holzschnitts. Im Jahre 1834 lernte er im Stift Klosterneuburg, den Verduner Altar kennen, das Prachtwerk der Goldschmiede- und Email-Kunst des 12. Jahrhunderts und beschloss, diesen zu zeichnen. Diese kostspielige und neun Jahre dauernde Arbeit brachte er dann zusammen mit Joseph von Arneth 1844 unter dem Titel „Das Niello-Antipendium zu Klosterneuburg“ in Gold- und Farbdruck heraus. Während seiner stillen Zurückgezogenheit auf seinem Landsitz in Perchtoldsdorf, 1837 bis 1848, entstanden auch die Zeichnungen der ältesten Glasgemälde im Kreuzgang des Stiftes Heiligenkreuz.
Seine kunsthistorischen Arbeiten verschafften Camesina u. a. die nähere Bekanntschaft mit Fürst Metternich, auf dessen Einladung hin er 1845 durch Deutschland und Belgien reiste, und dem Freiherr Clemens von Hügel. Ab 1848 war er mit historischen Forschungen in Wien tätig. Von entscheidendem Einfluss war dabei seine Bekanntschaft u. a. mit Joseph Chmel, Theodor Georg von Karajan, Ernst von Birk, Andreas von Meiller (1812–1871) und Rudolf Eitelberger, welche in ihm das Interesse an wissenschaftlich historischer Forschung weckten. So gehörte er auch zu dem Kreis von Historikern, welche 1851 die sogenannte „Sylvesterspende“ ins Leben riefen. Camesina selbst war bei diesen losen Veröffentlichungen von historischen Quellen mit seinem Beitrag zur Wiener Geschichte vom „Wappenbrief der Stadt von Kaiser Friedrich III. 1461“ beteiligt. Nach der Gründung der k.k. Zentralkommission zur Erforschung und Erhaltung der Bauwerke, 1853, wurde Camesina zum Konservator für Wien ernannt. Ein Jahr später war er Gründungsmitglied des Alterthumsverein zu Wien und gehörte dem Ausschuss bis an sein Lebensende an. Zudem beteiligte er sich an dem 1865 gegründeten Vereins für Landeskunde von Niederösterreich und wurde 1869 in dessen Ausschuss gewählt. 1867 wurde ihm das Bürgerrecht verliehen, 1869 wurde zum Ritter von San Vittore erhoben.

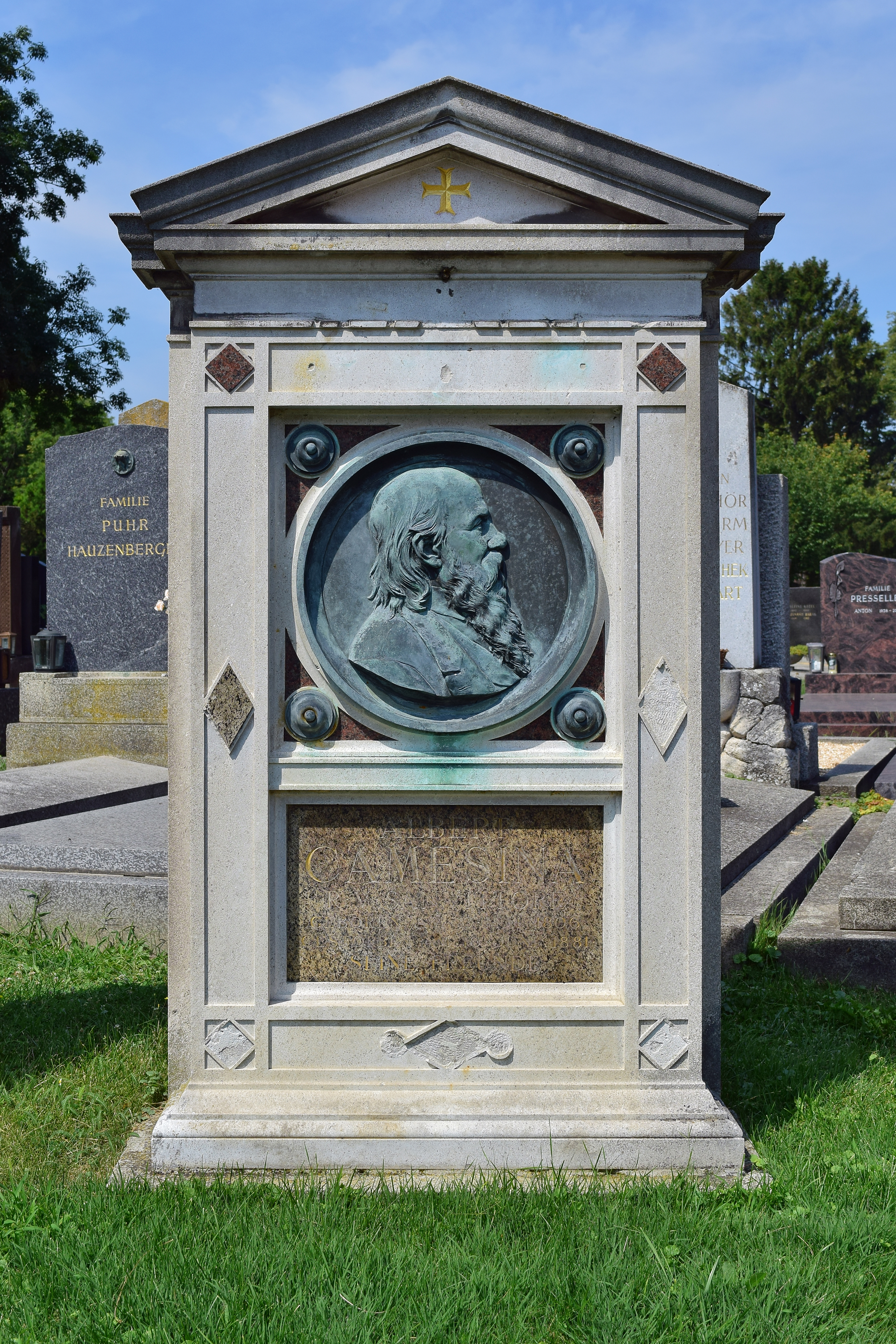
Ehrenhalber gewidmetes Grab auf dem Wiener Zentralfriedhof

Camesina wurde in einem ehrenhalber gewidmeten Grab auf dem Wiener Zentralfriedhof (Gruppe 12 A, Reihe 3, Nr. 9) bestattet.
1886 wurde die Camesinagasse in Wien nach ihm benannt, die aber seit 1950 nicht mehr besteht. 1973 benannte man dann den Camesinaweg in Wien-Meidling ihm zu Ehren.

## Bedeutung
Albert Camesina erwarb sich große Verdienste durch seine Veröffentlichungen zur Kunstgeschichte und Geschichte Wiens. Hier sind besonders seine Beiträge im „Jahrbuch der K.K. Central-Commission zur Erforschung und Erhaltung der Baudenkmale“ und in den „Berichten und Mitteilungen des Alterthumsvereins zu Wien“ zu nennen. Für die Geschichte Wiens forschte Camesina in den Archiven und lieferte für die Topographie Wiens wertvolle Beiträge. Dazu zählen seine sehr genauen Kopien des Albertinischen Plans aus der Mitte des 15. Jahrhunderts, der Rundansicht Wiens zur Zeit der ersten Türkenbelagerung 1529 von Nikolaus Meldemann, sowie der Ansichten Wiens aus den Jahren 1547 von Augustin Hirschvogel und 1558 von Hans Sebald Lautensack. Daher gilt Camesina gemeinhin als der historische Topograph und Mittelalterarchäologe Wiens im 19. Jahrhundert.

## Schriften (Auswahl)
- Das Niello-Antipendium zu Klosterneuburg in Oesterreich, verfertiget im zwölften Jahrhunderte von Nicolaus aus Verdun. In der Originalgrösse lithographirt und auf eigene Kosten herausgegeben von Albert Camesina. Beschrieben und erläutert von Joseph Arneth. Sollinger, Wien 1844
- Albert Camesina: Die ältesten Glasgemälde des Chorherren-Stiftes Klosterneuburg und die Bildnisse der Babenberger in der Cistercienser-Abtei Heiligenkreuz. Kaiserl.-Königl. Hof- u. Staatsdr., Wien 1857 (= Jahrbuch der K.K. Central-Commission zur Erforschung und Erhaltung der Baudenkmale; 2)
- Niclas Meldeman’s Rundansicht der Stadt Wien 1529. 1863
- Die Darstellungen der Biblia Pauperum in einer Handschrift des XIV. Jahrhunderts, aufbewahrt im Stifte St. Florian im Erzherzogthume Österreich ob der Enns, Prandel & Ewald, Wien 1863 (Digitalisat)
- Wiens Bedrängnis im Jahr 1683. 1868
- Regesten zur Geschichte des Stephans-Domes. 1874
- Urkundliche Beiträge zur Geschichte Wiens im 16. Jahrhundert. 1881
- Zahlreiche topographische Beiträge in den Berichten und Mitteilungen des Alterthumsvereines zu Wien und in den Schriften des Vereins für Landeskunde von Niederösterreich und der kaiserlichen Akademie der Wissenschaften